# Alexandrijský ritus
Alexandrijský ritus je křesťanský ritus, který se používal v liturgii od prvních staletí našeho letopočtu zejména v Egyptě. Vznikl v Alexandrii, hlavním městě římské provincie Aegyptus. Liturgickým jazykem byla především řečtina, v Horním Egyptě později také koptština. U miafyzitů se z něho vyvinul koptský a etiopský ritus, melchité postupně přešli na byzantský ritus, který zcela převzali ve 12. století.
Je užíván v eritrejské katolické církvi.